# Love A
Love A ist eine 2010 in Trier gegründete deutschsprachige Post-Punk-Band.

## Geschichte
Die Band wurde Anfang 2010 in Trier unter dem Namen Love Academy gegründet, benannte sich aber vor der Veröffentlichung des ersten Albums um, weil die Rechte an dem Namen einer anderen Person zustanden.
Die erste EP mit vier Titeln erschien im Dezember 2010 unter dem Namen LVCDM.
Das im Oktober 2011 veröffentlichte Debüt-Album Eigentlich wurde in verschiedenen Musikmagazinen und vielfach im Internet rezipiert. In der Musikzeitschrift Visions landete das Album auf Platz 33 der Jahrescharts 2011.
Sie traten in der am 29. November 2012 auf ZDFneo ausgestrahlten Sendung NeoParadise in der Rubrik Band im Schrank auf.
Auch das zweite Album Irgendwie wurde medial vielfach positiv besprochen. Es führte die Jahresbestenliste 2013 des Musikmagazins Crazewire an. Das Lied Windmühlen schaffte es sowohl in die Top-50-Kritikerliste als auch in die Lesercharts 2013 des Musikmagazin Intro.
Am 27. Februar 2015 veröffentlichte die Band ihr drittes Album Jagd und Hund, welches auf Vinyl, CD und Kassette erschien.
Am 12. Mai 2017 erschien ihr viertes Album Nichts ist neu. Das Album erreichte als erste Veröffentlichung der Band mit Platz 36 eine Platzierung in den deutschen Charts. Gitarre und Bass wurden in Bitburg aufgenommen, der Rest im Exzellenzhaus in Trier, die Produktion übernahm wie beim Vorgängeralbum Robert Whiteley.
Im Jahr 2021 unterstützte die Band das Bürgerbegehren zur Wiederbelebung des Trierer Jugend- und Jugendkulturzentrums Exzellenzhaus (kurz: eXhaus) des Aktionsbündnis eXhaus bleibt!
Love A veröffentlichten am 19. August 2022 ihr fünftes Studioalbum Meisenstaat, das von Schlagzeuger Karl Brausch produziert wurde. Zuvor waren die Singles Will und kann nicht mehr (April 2022), Achterbahn (Juni 2022) und Kann und will nicht mehr (August 2022) ausgekoppelt worden. Die Videos zu den ersten beiden Singles produzierte Gitarrist Stefan Weyer.

## Musik / Stil
Die Musik wird vorwiegend von Stefan Weyer, Karl Brausch und Dominik Mercier komponiert. Die Texte schreibt Jörkk Mechenbier.
Das Artwork der Band erstellt Gitarrist Stefan Weyer.

## Sonstiges
Alle Bandmitglieder gehen neben der Musik einem Hauptberuf nach.
Jörkk Mechenbier betreibt außerdem zusammen mit Lasse Paulus das Akustik-Duo Schreng Schreng & La La und er ist Sänger der Band Trixsi.
Karl Brausch und Dominik Mercier sind auch Mitglieder der Band The Dead Sound.

## Diskografie

### Alben
- 2011: Eigentlich (CD/LP/Download, Rookie Records)
- 2013: Irgendwie (CD/LP/Download, Rookie Records)
- 2015: Jagd und Hund (CD/LP/Tape/Download, Rookie Records)
- 2017: Nichts ist neu (CD/LP/Download, Rookie Records)
- 2022: Meisenstaat

### EPs
- 2010: LVCDM (7"/Download, Salon Alter Hammer / Kidnap Music / DenseWaves)
- 2012: Valentinstag (7"/Download, Rookie Records / Salon Alter Hammer)
- 2012: Frau Potz X Love A (7"/Download, Split mit Frau Potz, Rookie Records / Delikatess Tonträger)
- 2013: Windmühlen (7"/Download, Split mit ClickClickDecker, Rookie Records)
- 2014: Love A/Koeter (12"/Download, Split mit Koeter, Rookie Records)

### Singles
- 2015: Trümmer (Download, Rookie Records)

## Musikvideos
- Hölle (2011)
- Valentinstag (2012)
- Entweder (2012)
- Windmühlen (2013)
- Kommen und Gehen (2013)
- Toter Winkel (2015)
- 100.000 Stühle leer (2015)
- Trümmer (2015)
- Nichts ist leicht (2017)
- Die anderen (2017)
- Will und kann nicht mehr (2022)
- Achterbahn (2022)
- Kann und will nicht mehr (2022)